# Macromia chui
Macromia chui là loài chuồn chuồn trong họ Macromiidae. Loài này được Asahina mô tả khoa học đầu tiên năm 1968.